# Заслужений льотчик-випробувач СРСР
Заслу́жений льо́тчик-випро́бувач СРСР — почесне звання СРСР, встановлене Указом Президії Верховної Ради СРСР від 14 серпня 1958 року. Присвоювалося льотчикам-випробувачам 1 класу авіаційної промисловості і Міністерства оборони СРСР за багаторічну творчу роботу в галузі льотних випробувань та досліджень нової авіаційної техніки, яка істотно посприяла прогресу авіації.
За поданням Міністра авіаційної промисловості або Міністра оборони звання присвоювала Президія Верховної Ради СРСР. Особам, удостоєним звання «Заслуженого льотчика-випробувача СРСР», вручалася грамота Президії Верховної Ради СРСР і нагрудний знак, що носиться на правій стороні грудей, над орденами СРСР (при їх наявності).
Позбавити почесного звання могла лише Президія Верховної Ради СРСР за поданням суду, Міністра оборони або Міністра авіаційної промисловості (СРСР).

## Перші кавалери
Першими кавалерами почесного звання «Заслужений льотчик-випробувач СРСР» 17 лютого 1959 року стали 10 осіб:
- Анохін Сергій Миколайович
- Галицький Борис Карпович
- Галлай Марк Лазаревич
- Коккінакі Володимир Костянтинович
- Кочетков Андрій Григорович
- Нюхтіков Михайло Олександрович
- Опадчий Федір Федорович
- Рибко Микола Степанович
- Седов Григорій Олександрович
- Шиянов Георгій Михайлович